# Conger conger
El congrio o congrio común (Conger conger), también conocido como safio, culebra o negrillo, es una especie de pez anguiliforme de la familia Congridae, común en la parte este del Atlántico norte, así como en todo el Mediterráneo, mar Negro y mar Báltico.

## Morfología
La longitud máxima descrita es de 3 m, con un peso máximo de 66 kg. Las hembras, con una longitud media de 2 m en el momento de su madurez sexual, son mucho más grandes que los machos, con una media de 1,2 m.
Tienen el cuerpo cilíndrico típicamente anguiliforme, con una piel sin escamas, y una apertura branquial, en forma de rendija, que llega hasta el vientre. Carece de aletas ventrales pero sí dispone de aletas pectorales.

## Hábitat y biología
Vive cerca de la costa en un rango de profundidades entre 0 y 1171 m. Se encuentra sobre fondos de roca y arena, muy cerca de la costa cuando son jóvenes y se desplazan hacia aguas profundas cuando alcanzan la edad de adultos.
Es un voraz depredador nocturno de peces, crustáceos y cefalópodos.
Similarmente a otros peces de este orden, se reproducen sólo una vez en la vida. Maduran sexualmente a la edad de entre los cinco y los quince años, tras lo cual viajan para desovar en el Atlántico frente a Portugal y en el Mediterráneo.

## Gastronomía
En los mercados se puede encontrar seco, fresco o congelado, y puede ser consumido frito, guisado, cocido al horno, a la parrilla o en forma de caldillo. Muy popular en Soria y en Cataluña, que contó con un secadero propio de este pescado. En seco se conserva por mucho tiempo.
En el país caribeño de las Islas Vírgenes debe tenerse precaución, pues se han dado casos de envenenamiento por ciguatera con este pescado.

## Imágenes

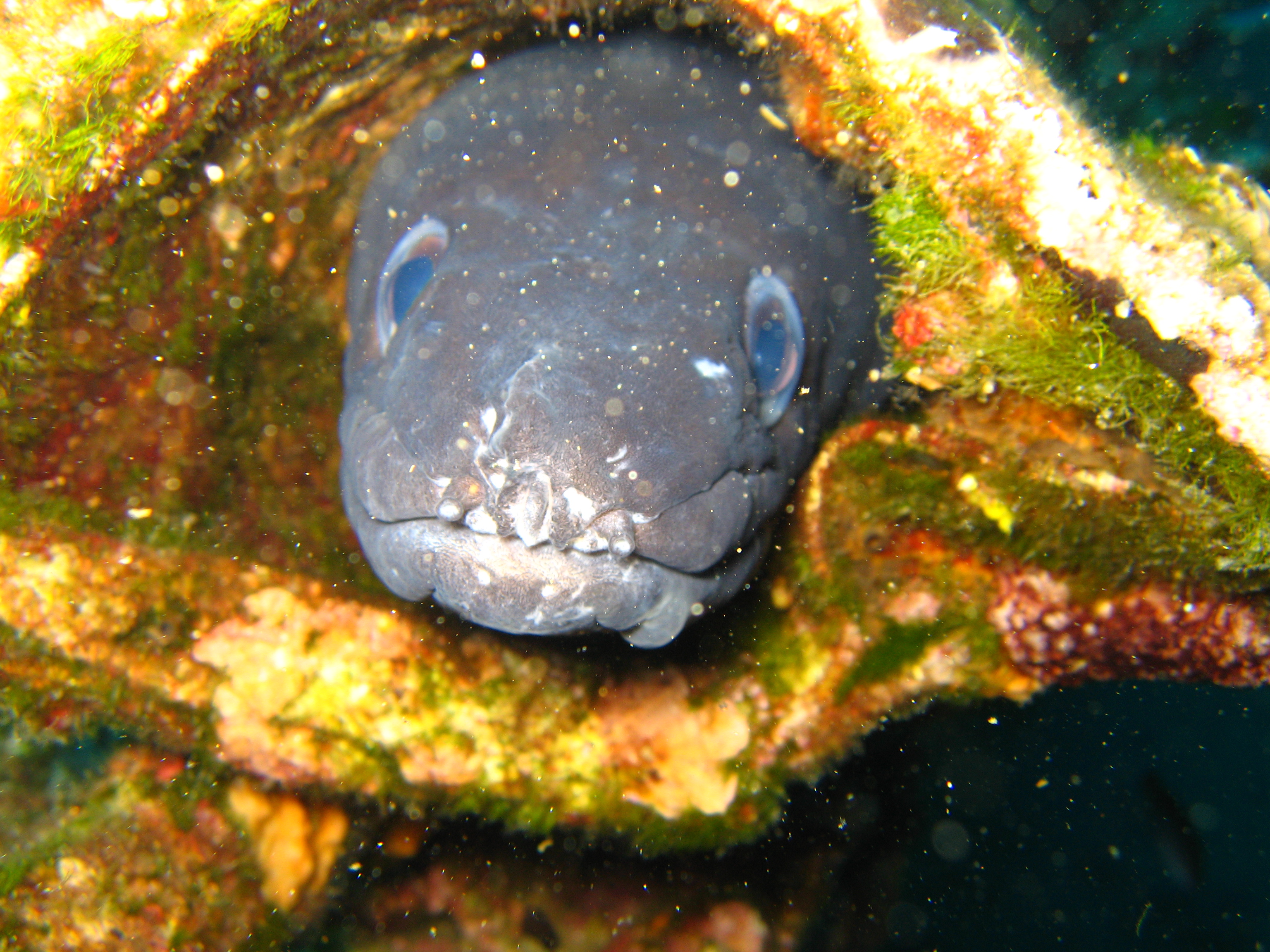
Congrio acechando dentro de su escondite.
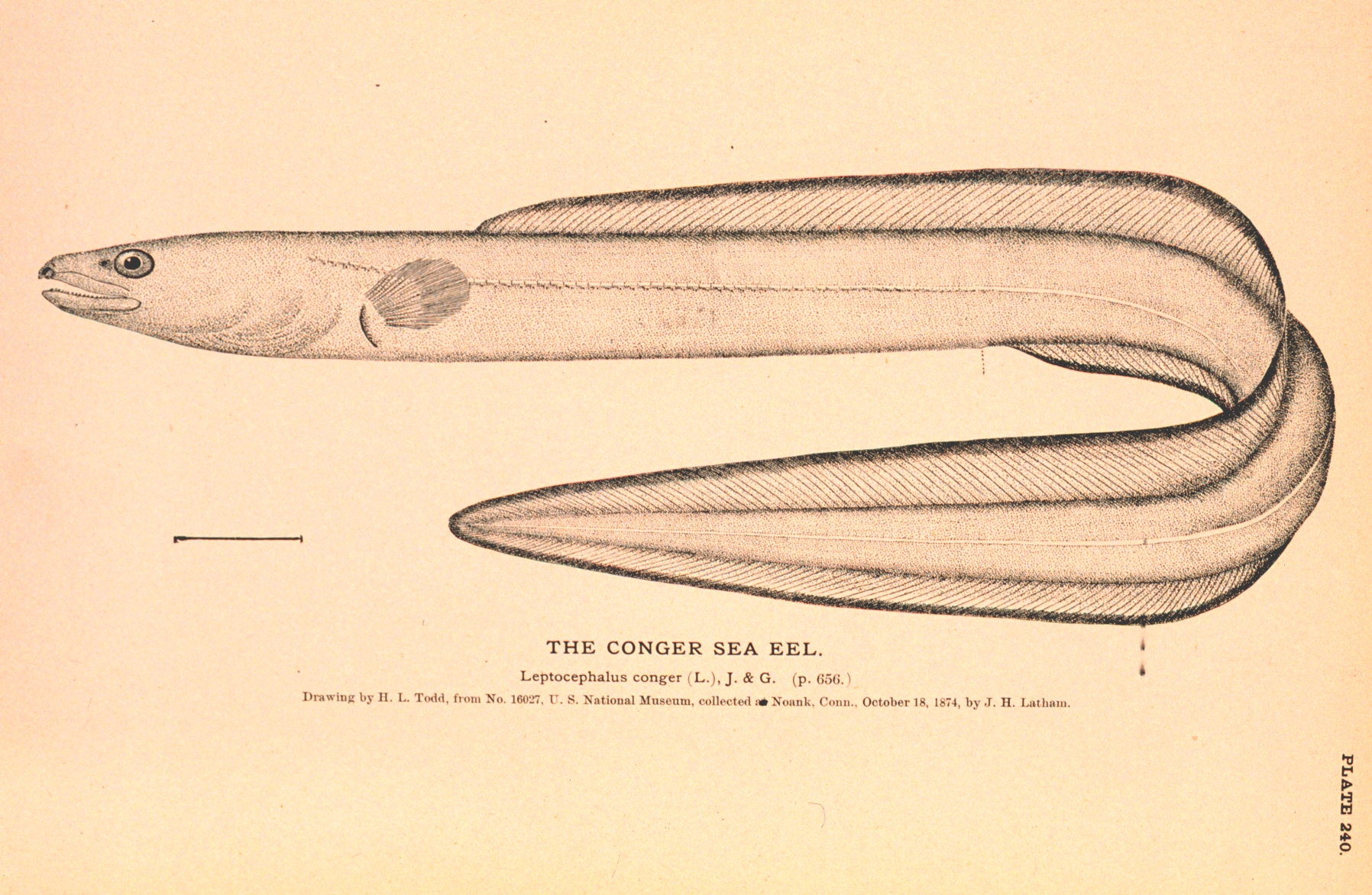
En un grabado antiguo.
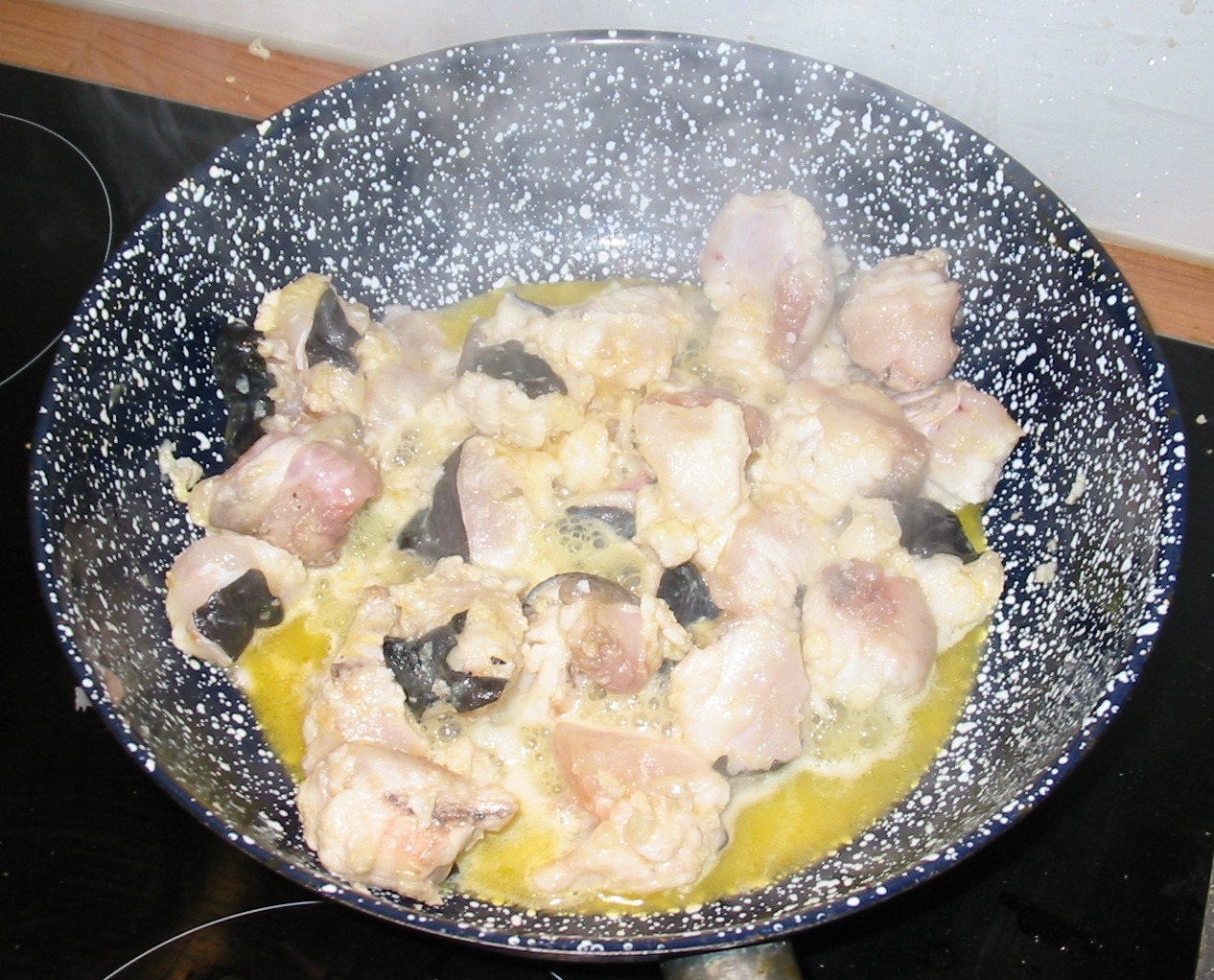
Congrio frito
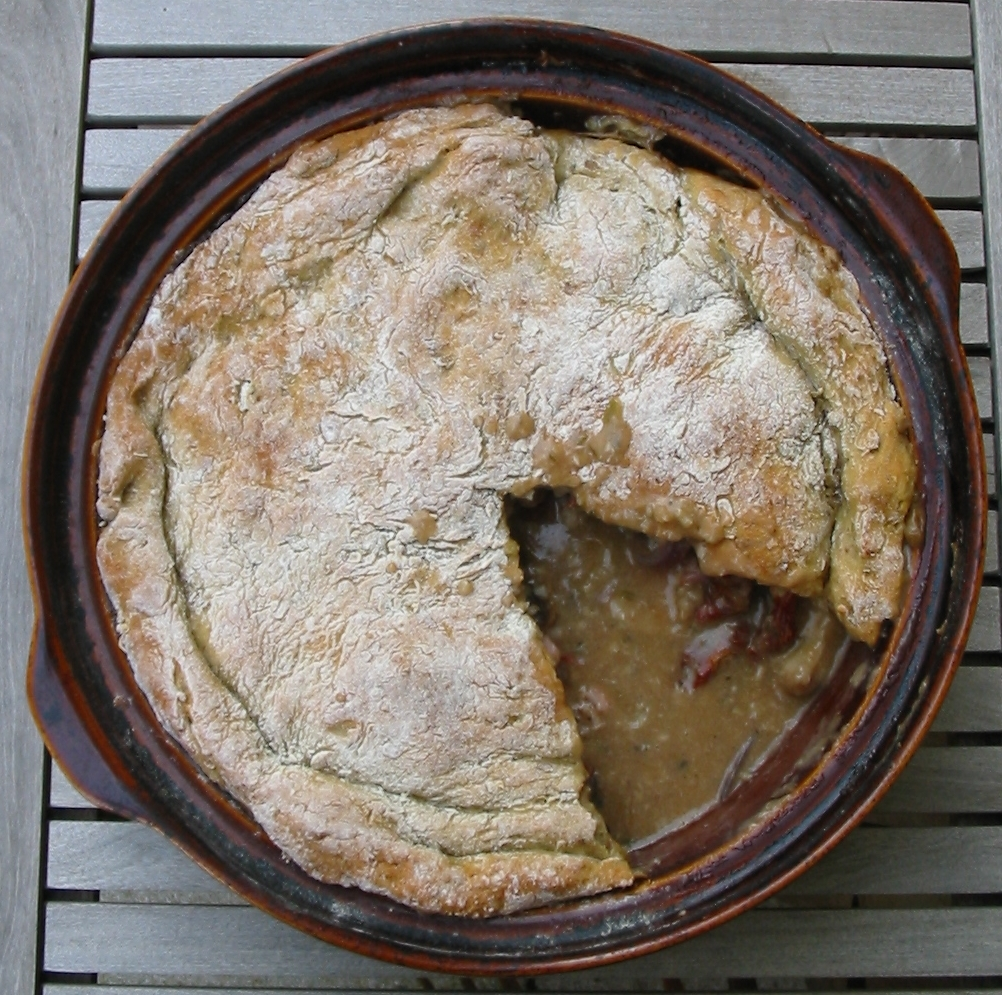
Empanada de congrio.